# Karbonylace
Karbonylace jsou chemické reakce, při kterých se na organické nebo anorganické molekuly navazuje oxid uhelnatý. Oxid uhelnatý je snadno dostupný a má dostatečnou reaktivitu, je tak i často využívaným průmyslovým reaktantem.
Jako karbonylace se také označují oxidace vedlejších řetězců bílkovin.

## V organické chemii
Karbonylacemi se vyrábí několik průmyslově významných sloučenin, přičemž reakce jsou často velmi selektivní. Karbonylacemi vznikají karbonylové sloučeniny, obsahující skupiny C=O, jako jsou aldehydy, karboxylové kyseliny a estery. Karbonylace jsou součástmi řady druhů reakcí, například hydroformylací a Reppeových reakcí; při Reppeových reakcích, které objevil Walter Reppe, se používají kovové katalyzátory, které na sebe navazují CO a tím jej aktivují.
Meziprodukty těchto reakcí jsou acylové komplexy.

### Hydroformylace
Hydroformylace spočívají v současném navázání oxidu uhelnatého a vodíku na nenasycené organické sloučeniny, nejčastěji alkeny. Produkty bývají aldehydy:
RCH=CH2 + H2 + CO → RCH2CH2CHO
Při těchto reakcích se používají kovové katalyzátory, na něž se navazuje CO za vzniku karbonylových meziproduktů. Aldehydy získané tímto způsobem jsou surovinami při výrobě řady karboxylových kyselin (mimo jiné propionové, máselné, valerové) a alkoholů (například propan-1-olu, butanolu a amylalkoholu).

### Dekarbonylace
Mnoho organických karbonylových sloučenin lze dekarbonylovat; takto se, za katalýzy komplexy kovů, přeměňují aldehydy na alkany:
RCHO → RH + CO
Jen několik katalyzátorů se vyznačuje vysokou aktivitou a/nebo širokým spektrem použitelných substrátů.

### Výroba kyseliny octové a acetanhydridu
Karbonylace se používají mimo jiné na průmyslovou přeměnu methanolu na kyselinu octovou. V obdobném procesu se vyrábí anhydrid kyseliny octové karbonylací methylacetátu.

### Oxidační karbonylace
Dimethylkarbonát a dimethyloxalát se vyrábí s použitím oxidu uhelnatého a oxidačního činidla, které vytvoří ionty CO2+.
4 CH3OH + O2 + 2 CO → 2 (CH3O)2CO + 2 H2O
Oxidační karbonylace methanolu se katalyzuje měďnými solemi, které vytvoří karbonylové meziprodukty. Pří oxidačních karbonylacích alkenů se jako katalyzátory používají komplexy palladia.

### Hydrokarboxylace a hydroesterifikace
V hydrokarboxylacích mohou být substráty alkeny nebo alkyny. Takto se průmyslově vyrábí kyselina propionová z ethenu za katalýzy tetrakarbonylem niklu:
RCH=CH2 + H2O + CO → RCH2CH2CO2H
Při výrobě ibuprofenu se mění derivát benzylalkoholu na arylkarboxylovou kyselinu karbonylací za přítomnosti palladiového katalyzátoru:
ArCH(CH3)OH + CO → ArCH(CH3)CO2H
Kyselina akrylová se v minulosti vyráběla hydrokarboxylací acetylenu.

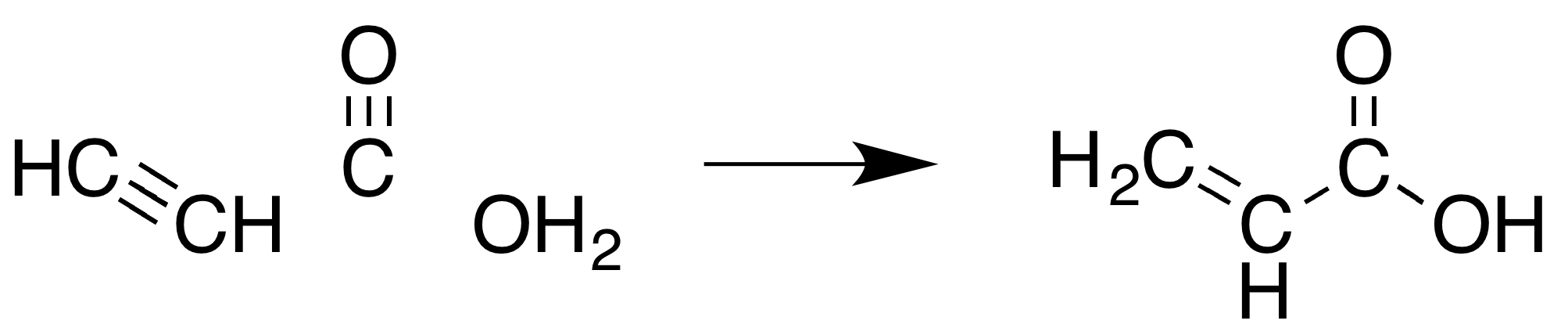
Výroba kyseliny akrylové Reppeovou reakcí

Více se používá oxidace propenu, při níž je využívána vysoká reaktivita allylových vazeb C-H.
Hydroesterifikace se podobají hydrokarboxylacím, ale místo vody do nich vstupují alkoholy.
C2H4 + CO + MeOH → CH3CH2CO2Me
Tyto reakce bývají prováděny za přítomnosti Herrmannova katalyzátoru, Pd[C6H4(CH2PBu-t)2]2. Jiné Pd-difosfiny mohou katalyzovat tvorbu polyketonů.

### Ostatní reakce
Kochova reakce je zvláštním druhem hydrokarboxylace, při kterém nejsou potřeba kovové katalyzátory; místo toho se katalyzuje silnými kyselinami, například sírovou, nebo směsí kyseliny fosforečné a fluoridu boritého. Reakce není dobře využitelná u jednoduchých alkenů. Kochovou reakcí se vyrábí kyselina glykolová:
CH2O + CO + H2O → HOCH2CO2H
Patří sem také přeměna isobutenu na kyselinu pivalovou:
Me2C=CH2 + H2O + CO → Me3CCO2H
Také alkyl-, benzyl-, vinyl-, aryl- a allylhalogenidy lze karbonylovat s použitím vhodných katalyzátorů, jako jsou práškové podoby manganu, železa nebo niklu.

## Anorganické karbonylace
Karbonyly kovů, sloučeniny odpovídající vzorci M(CO)xLy (M = kov; L = jiný ligand), se připravují karbonylacemi přechodných kovů. Prášky železa a niklu reagují s CO přímo za vzniku příslušných karbonylů, Fe(CO)5 nebo Ni(CO)4. U většiny ostatních kovů je třeba použít jejich oxidy nebo halogenidy. Karbonyly kovů se používají jako katalyzátory výše popsaných hydroformylací a Reppeových reakcí. Anorganické sloučeniny obsahující CO ligandy mohou také být, obvykle fotochemicky, dekarbonylovány.